# 弗劳恩贝格 (莱茵兰-普法尔茨州)
弗劳恩贝格是德国莱茵兰-普法尔茨州的一个市镇。总面积3.86平方公里，总人口400人，其中男性197人，女性203人（2011年12月31日），人口密度104人/平方公里。